# Новоселка (Инальцинское сельское поселение)
Новоселка — село в Борисоглебском районе Ярославской области, входит в состав Инальцинского сельского поселения.

## География
Расположено в 6 км на юго-запад от центра поселения деревни Инальцино и в 20 км на юго-запад от райцентра посёлка Борисоглебский.

## История
Церковь в селе Новоселке Зюзиной основана в 1780 году князем Щербатовым с престолом св. Симеона Богоприимца и Анны Пророчицы, до того времени здесь была деревянная церковь.
В конце XIX — начале XX село входило в состав Березниковской волости Ростовского уезда Ярославской губернии. В 1885 году в селе было 36 дворов.
С 1929 года село входило в состав Березниковского сельсовета Борисоглебского района, с 1935 по 1959 год — в составе Петровского района, с 1954 года — в составе Покровского сельсовета, с 2005 года — в составе Инальцинского сельского поселения.

## Население
| 1859 | 2007 | 2010 |
| ---- | ---- | ---- |
| 428  | ↘6   | →6   |

## Достопримечательности
В селе расположена недействующая Церковь Симеона и Анны (1780).